# سكاي غيلبرت
سكاي غيلبرت (بالإنجليزية: Sky Gilbert)‏ هو ناقد أدبي أمريكي، ولد في 20 ديسمبر 1952 في نورويتش في الولايات المتحدة.